# Elthusa propinqua
Elthusa propinqua är en kräftdjursart som först beskrevs av Richardson 1904.  Elthusa propinqua ingår i släktet Elthusa och familjen Cymothoidae. Inga underarter finns listade i Catalogue of Life.